# 酸式焦磷酸钠
酸式焦磷酸钠，化学式Na2H2P2O7。

## 性质
酸式焦磷酸钠是一种白色单斜结晶性粉末或熔融状固体，溶于水，不溶于乙醇。稍有吸湿性，吸水后形成六水合物。水溶液用稀酸加热则水解成磷酸。加热至220°C以上时分解生成偏磷酸钠。

## 制备
由无水磷酸二氢钠在140～200°C进行加热熔融聚合，经粉碎后包装，制得食用酸式焦磷酸钠。
{\displaystyle {\rm {\ 2NaH_{2}PO_{4}\rightarrow Na_{2}H_{2}P_{2}O_{7}+H_{2}O}}}

## 用途
酸式焦磷酸钠用作發粉，用于烘烤食品，控制发酸速度，提高生产强度。用于方便面和饼干糕点中。